# Sébastien Piocelle
Sebastien Piocelle (Gouvieux, 10 novembre 1978) è un ex calciatore francese, di ruolo centrocampista.

## Carriera

### Club
Inizia la carriera nel 1998 nel Nantes collezionando 46 presenze. Nel gennaio 2000 Piocelle cambia squadra e gioca nel Bastia rimanendoci per 5 anni e collezionando 100 presenze ma nessun gol. Nel 2005 l'approdo in Italia al Crotone rimanendo fino al 2007 l'anno della retrocessione della squadra calabrese in Serie C1 collezionando 48 presenze e 2 gol. Cambia squadra e gioca nel Grosseto ma qui non trova fortuna e nella sessione del mercato invernale del 2008 viene ceduto al Verona in Serie C1. Il 24 giugno 2008 rescinde il suo contratto con l'Hellas Verona. Il 1º aprile 2009 viene ingaggiato dalla Juve Stabia, mentre alla fine della stagione ritorna in Francia con l'AC Arles-Avignon, tra i cadetti, diventandone il capitano e riuscendo a guidare la squadra alla promozione in Ligue 1.

## Palmarès

### Club

#### Competizioni nazionali
- Coppa di Francia: 1

Nantes: 1999-2000
- Supercoppa francese: 1

Nantes: 1999